# سيمون لو بون
سيمون جون تشارلز لو بون (من مواليد 27 أكتوبر 1958) موسيقي ومغني وكاتب أغاني إنجليزي ، اشتهر بكونه المغني الرئيسي وكاتب الأغاني في فرقة دوران دوران وفرعها ، أركاديا. حصلت لو بون على ثلاث جوائز من إيفور نوفيلو من الأكاديمية البريطانية لكتاب الأغاني والملحنين والمؤلفين ، بما في ذلك جائزة المساهمة البارزة في الموسيقى البريطانية.

## الحياة الشخصية
في أوائل الثمانينيات من القرن الماضي ، كان سايمون لو بون يعمل مع صديقته التي كانت آنذاك منذ فترة طويلة ، عارضة الأزياء التي تحولت إلى ممثلة كلير ستانسفيلد. بعد انفصالها عن لو بون ، سعى وراء عارضة أزياء  ياسمين بارفانه بعد رؤيتها وجهها في مجلة واتصل بها  وكالة عارضات أزياء لتعقبها. تزوجت لو بون من ياسمين في 27 ديسمبر 1985. بعد أن عانت ياسمين من إجهاض ، للزوجين ثلاث بنات ، بما في ذلك
أمبر روز تمارا لو بون (من مواليد 25 أغسطس 1989) ، عارضة أزياء مثل والدتها ، سافرون ساهرا لي بون (من مواليد 25 سبتمبر 1991) ، و تالوله باين لو بون (من مواليد 10 أكتوبر 1994). أصبح جدًا في 6 يونيو 2018 عندما أنجبت ابنته سافرون حفيداً اسمته تارو أرتورو.

## روابط خارجية
- سيمون لو بون على موقع IMDb (الإنجليزية)
- سيمون لو بون على موقع ميوزك برينز (الإنجليزية)
- سيمون لو بون على موقع قاعدة بيانات برودواي على الإنترنت (الإنجليزية)
- سيمون لو بون على موقع إن إن دي بي (الإنجليزية)
- سيمون لو بون على موقع أول ميوزيك (الإنجليزية)
- سيمون لو بون على موقع ديسكوغز (الإنجليزية)
- سيمون لو بون على موقع قاعدة بيانات الفيلم (الإنجليزية)